# Zastava M17
Zastava M17 (tiếng Serbia: Застава М17) là một mẫu súng trường tự động hiện đại của nhà máy Zastava từ Kragujevac. Súng có kết cấu dạng modul và có khả năng sử dụng hai cỡ nòng 7,62x39mm và 6,5x39mm, với sự thay đổi nòng súng nhanh chóng và dễ dàng. Mẫu cỡ nòng "Grendel" 6,5x39mm lần đầu tiên được sử dụng trên mẫu súng trường tấn công này.
Súng được dự kiến sẽ được đưa vào sử dụng trong Quân đội Serbia theo dự án trang bị tương lai, là loại đầu tiên và duy nhất có cỡ nòng Grendel 6,5mm.

## Mô tả
Mẫu tiêu chuẩn của súng có cỡ nòng 7,62x39mm phù hợp loại đạn thông dụng trong Quân đội Serbia. Cỡ đạn 6,5 mm Grendel trên thực tế chưa có quân đội quốc gia đưa vào trang bị, nhưng ngành công nghiệp quân sự Serbia vẫn giới thiệu tiêu chuẩn mới dung hòa, bù đắp khuyết điểm và bổ sung ưu điểm của 2 cỡ đạn 5,56x45mm và 7,62x39mm. Tùy theo nhu cầu sử dụng, súng có thể thay nòng phù hợp để biến đổi từ một súng trường xung kích thành súng trường thiện xạ hoặc súng máy hạng nhẹ. Việc thay thế nòng được thực hiện nhanh chóng với vài thao tác đơn giản trong vài giây.
Súng sử dụng hộp tiếp đạn loại 20 hoặc 30 viên tùy theo cỡ nòng.

## Thiết bị bổ sung
M17 được trang bị các đường ray cho phép nó dễ dàng gắn các ống kính ngắm quang học, cũng như các phụ kiện súng khác. Báng súng là loại báng rút, có thể điều chỉnh cho phù hợp với người lính.

## Quốc gia sử dụng
- Serbia